# Orchestra delle quindici
Orchestra delle quindici è stato un programma televisivo italiano di genere musicale, in onda sul Programma Nazionale nel 1954.

## Storia
Il programma esordì il 3 gennaio 1954, quando la televisione di stato italiana, dopo anni di sperimentazioni, iniziò le trasmissioni regolari. Come si evince dal titolo, era un programma di intrattenimento musicale trasmesso a partire dalle ore 15. Fu diretto da Romolo Siena, curato da Eros Macchi e condotto da Febo Conti.